# Hugo L. Braune

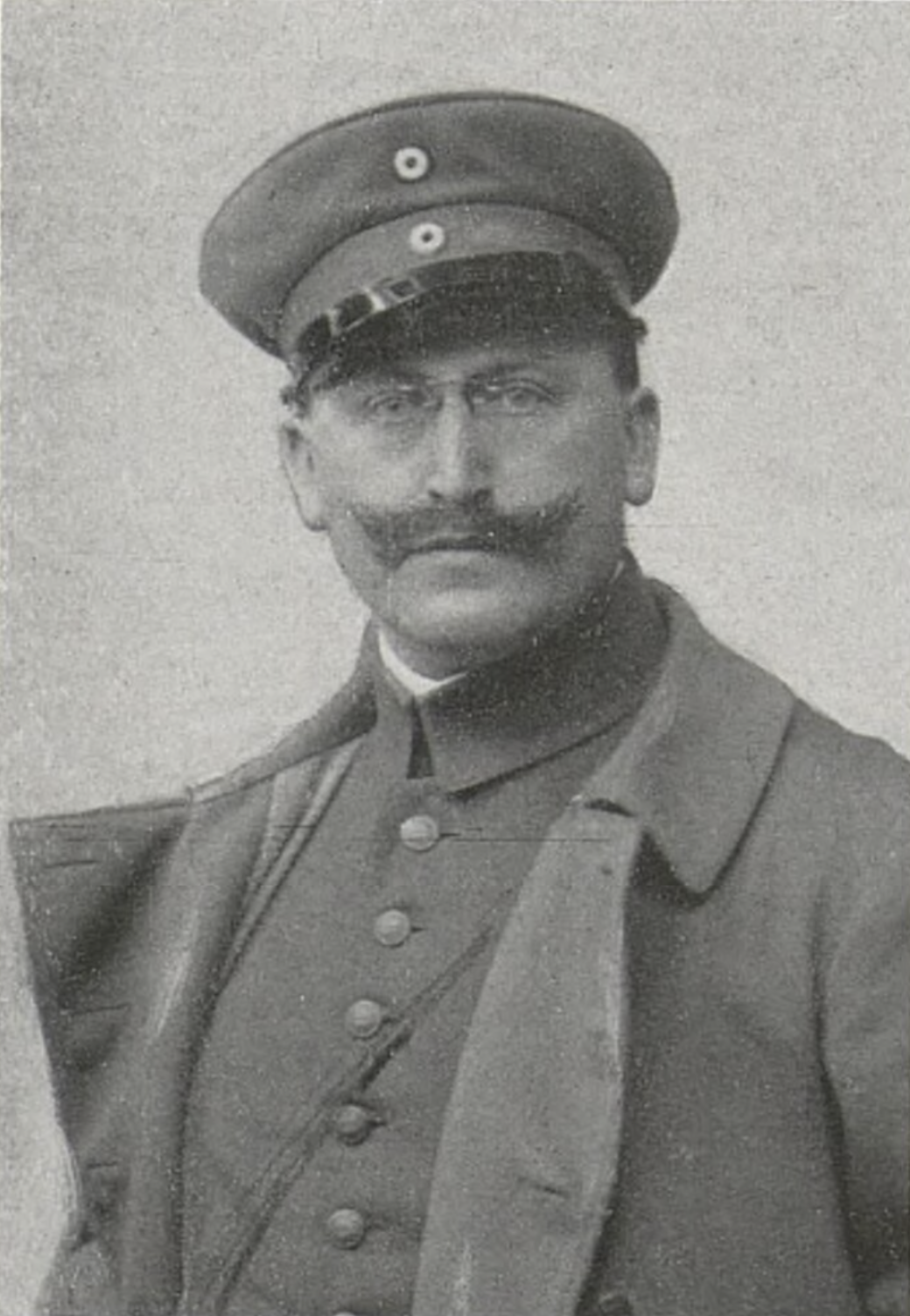
Hugo L. Braune

Hugo Wilhelm Louis Braune (* 1. Februar 1872 in Frankenhausen; † 27. Juli 1937 in Berlin-Schöneberg) war ein deutscher Maler, Lithograf und Illustrator.

## Leben
Braune studierte an der Kunstakademie in Leipzig und an der Weimarer Malerschule. Dort war er Schüler von Theodor Hagen und Leopold von Kalckreuth. Anschließend arbeitete er in München und ab 1908 in Berlin. In Stuttgart führte er Deckengemälde im Königin-Olga-Bau am Schloßplatz aus, die später zerstört wurden. Während des Ersten Weltkriegs war er als Kriegsmaler tätig. Seine Bilder, die er an der Westfront gezeichnet hatte, stellte er 1915 in Berlin aus. Anschließend kam er an die Ostfront, wo weitere Zeichnungen entstanden. Nach dem Ende des Krieges soll er einige Werke zur Verfügung gestellt haben, um mit dem Erlös einerseits die Errichtung des Kriegerdenkmals in Frankenhausen und andererseits die Kriegsbeschädigtenfürsorge zu unterstützen. 1921 verkaufte er das Wohnhaus in seinem Geburtsort.
Besondere Bekanntheit erreichte er durch einen Zyklus von Lithografien im Jugendstil, in denen er Richard Wagners Bühnenwerke darstellte. Er betätigte sich zudem als Illustrator für Märchenbücher.
Werke (Auswahl)
- Richard Wagners Bühnenwerke in Bildern dargestellt von Hugo L. Braune. Siegfried. C. F. W. Siegel’s Musikalienhandlung R. Linnemann, Leipzig o. J. [ca. 1900].
- Parsifal. Ein Bühnenweihfestspiel von Richard Wagner. In Bildern dargestellt von Hugo L. Braune. C. F. W. Siegel’s Musikalienhandlung R. Linnemann, Leipzig 1908.
- Dietrich von Bern, seine Heldentaten und Abenteuer, sein Glück und Tod. Zwölf Zeichnungen von Hugo L. Braune als 28. Folge des Teuerdank im Verlag Fischer und Franke, Berlin o. J. [1902].
- Waulundur. Eine nordische Heldensage, erzählt von Adam Oehlenschläger. Mit Bildern von Hugo L. Braune. Holbein, Stuttgart o. J. [ca. 1900?, ca. 1911?].
- Friedrich Hesse: Luther, wie er lebte und wirkte für das deutsche Volk. Dargestellt in Bildern von Hugo L. Braune. Heinsius, Leipzig 1917.
- Eine Artillerie-Beobachtungsstand an der Westfront. Nach einer Zeichnung des Kriegsmalers Hugo L. Braune. In: Daheim. 8, 1918 (deutsche-digitale-bibliothek.de).